# Хаффуз
Хаффуз (араб. حفوز) — місто в Тунісі. Входить до складу вілаєту Кайруан. Станом на 2004 рік тут проживало 8 225 осіб.